# Миереа (Горж)
Миереа (рум. Mierea) насеље је у Румунији у округу Горж у општини Крушет. Oпштина се налази на надморској висини од 172 m.

## Становништво
Према подацима из 2002. године у насељу је живело 363 становника, од којих су сви румунске националности.